# Rui Marques
Rui Marques (nacido el 3 de septiembre de 1977) es un futbolista angoleño nacido en Luanda (Angola) que se mudó cuando era niño a Portugal.

## Selección nacional
Ha sido internacional con la Selección de fútbol de Angola, ha jugado 19 partidos internacionales.

### Participaciones en Copas del Mundo
| Mundial                        | Sede     | Resultado    |
| ------------------------------ | -------- | ------------ |
| Copa Mundial de Fútbol de 2006 | Alemania | Primera fase |

### Participaciones en Copa África
| Torneo              | Sede   | Resultado        |
| ------------------- | ------ | ---------------- |
| Copa de África 2008 | Ghana  | Cuartos de final |
| Copa de África 2010 | Angola | Cuartos de final |

## Clubes
| Club          | País       | Año       |
| ------------- | ---------- | --------- |
| FC Baden      | Suiza      | 1998-1999 |
| SSV Ulm       | Alemania   | 1999-2000 |
| Hertha BSC    | Alemania   | 2000-2001 |
| VfB Stuttgart | Alemania   | 2001-2004 |
| CS Marítimo   | Portugal   | 2004-2005 |
| Leeds United  | Inglaterra | 2005      |
| Hull City     | Inglaterra | 2006      |
| Leeds United  | Inglaterra | 2006-2010 |